# Sabulodes bolivaria
Sabulodes bolivaria là một loài bướm đêm trong họ Geometridae.